# Caldo gallego

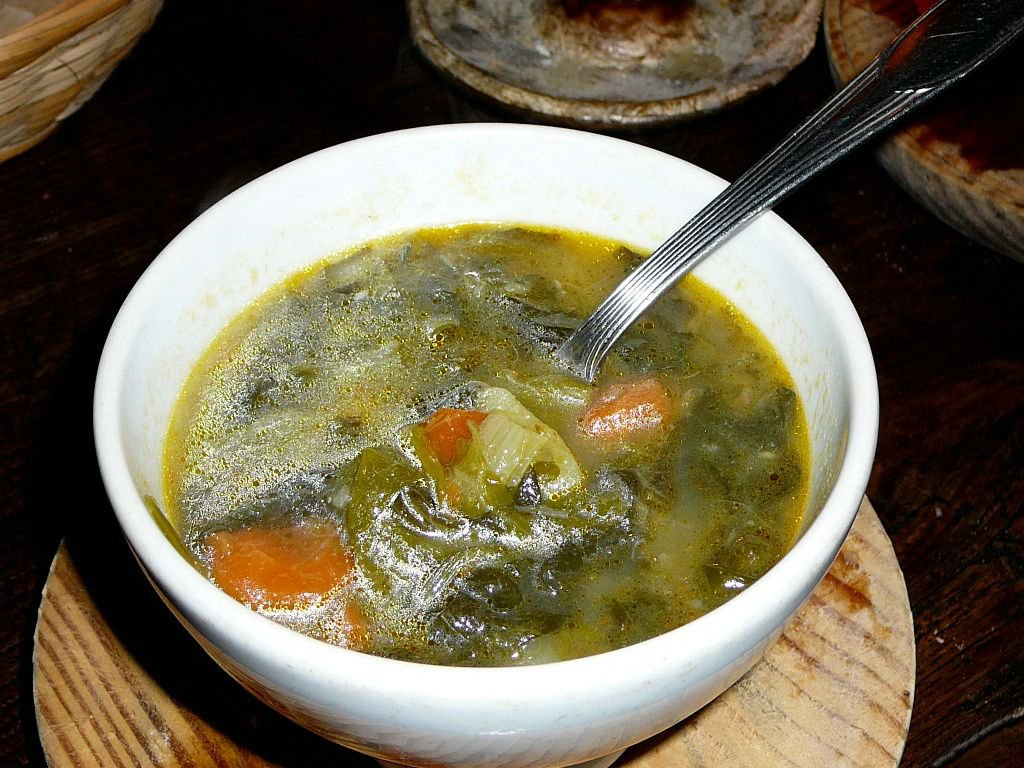
Caldo gallego.

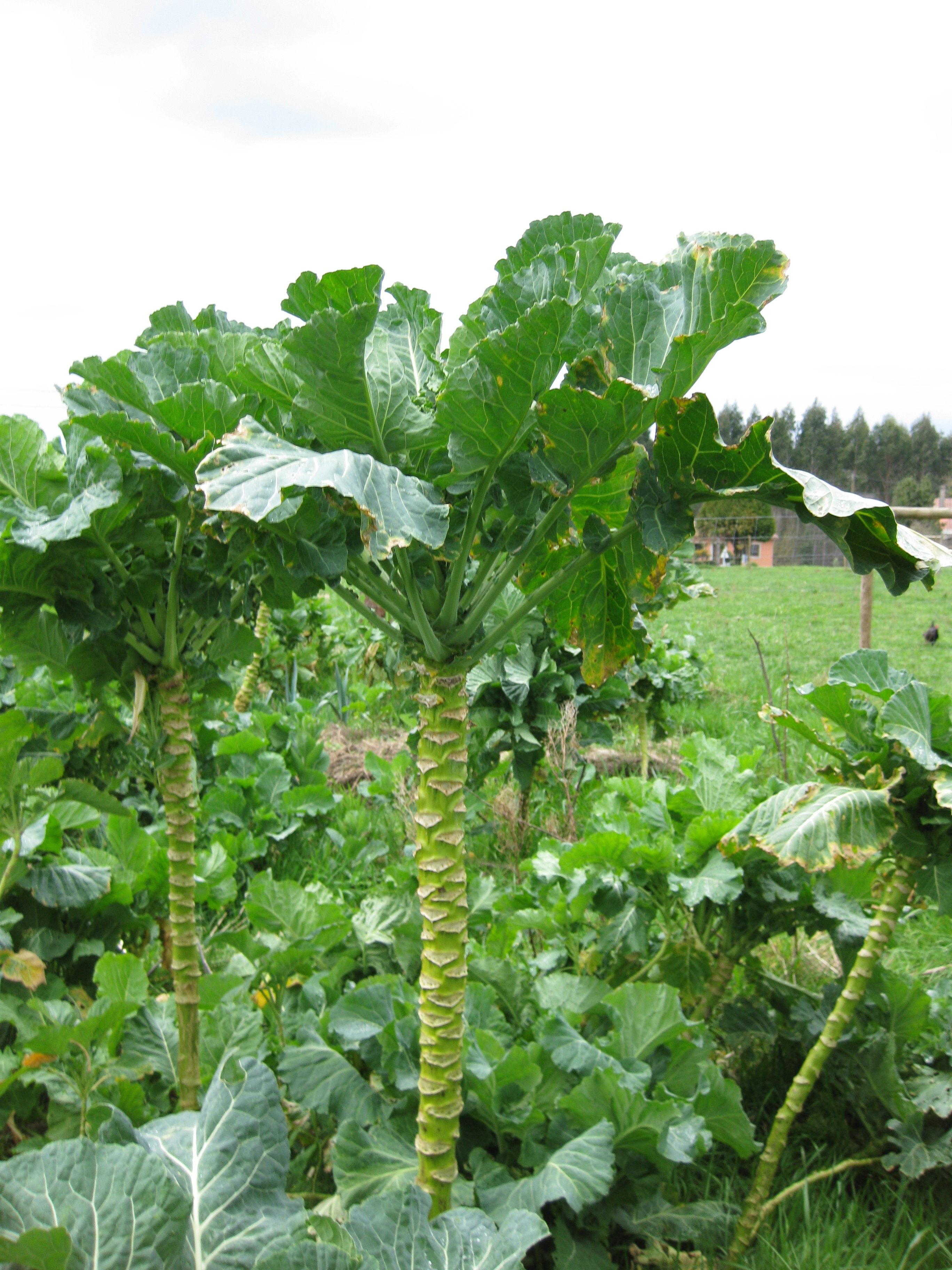
Berza gallega, uno de los ingredientes del caldo gallego.

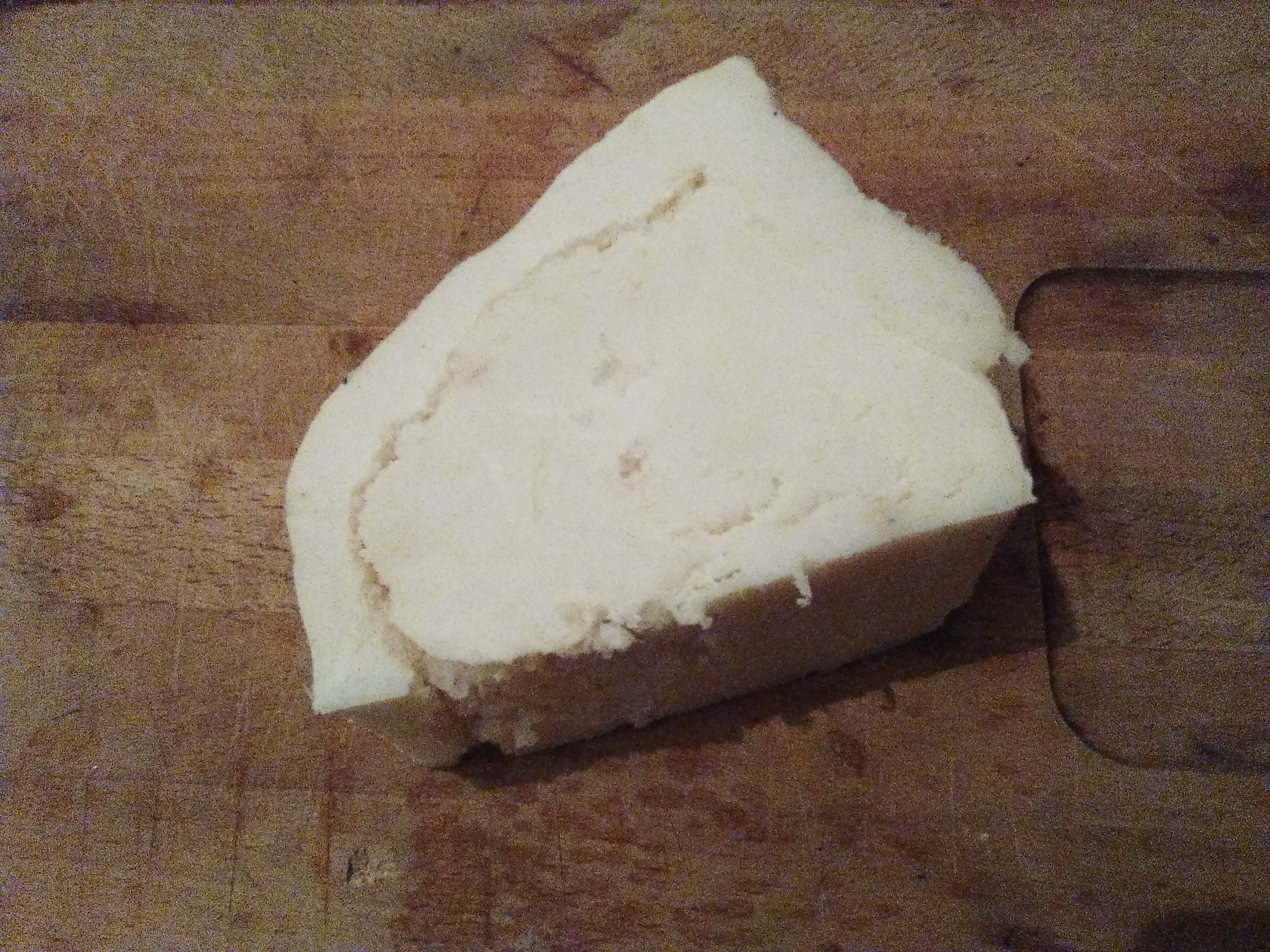
El unto, grasa de cerdo rancia, le da al caldo gallego su sabor característico.

El caldo gallego es una sopa o caldo típico de Galicia, España, siendo además uno de los platos más conocidos de la gastronomía de esta comunidad autónoma. Se trata de un potaje resultado de cocer grelos o nabizas (la hoja del nabo), alubias y patatas en una olla, a veces con algo de carne. Es habitual que se sirva en los meses invernales y suele presentarse caliente generalmente en un tazón (cunca), o plato hondo. Es un alimento típico tanto en aldeas como en las ciudades, ya a finales del siglo XX se encuentra muy extendido por todo el territorio gallego.

## Historia
La condesa Emilia Pardo Bazán, en su Cocina española antigua, describe varias recetas de caldos gallegos: de nabizas, de berzas o repollo, de calabaza y uno llamado «de harina». A propósito del caldo gallego, decía que el labrador gallego era vegetariano a la fuerza y, raras veces, podía echarle algún producto cárnico. El escritor y gastrónomo conocido como «Picadillo» también describía a principios del siglo XX el auténtico (en gallego enxebre) caldo gallego como un pote sin carnes, pero que al mejorar las condiciones de vida de los gallegos ya se le podían echar más «condimentos».

## Características

Ubicación de la Comunidad Autónoma de Galicia respecto a España.

La receta del potaje dependerá en gran medida de lo disponible en cada familia. No obstante sus principales ingredientes son las verduras del lugar como son los grelos y las nabizas (brotes del nabo), las berzas o los repollos junto con las patatas, las alubias blancas y el unto o grasa de cerdo rancia, para dar sustancia al caldo resultante de la cocción.
En algunas ocasiones se añade algún ingrediente más, como chorizo, lacón, panceta o costillar de cerdo salado (algo que se denomina en Galicia como: compango). Se sirve muy caliente, generalmente como primer plato. En muchas ocasiones es parte del xantar (almuerzo del mediodía), y en ocasiones de la cena. Entre los campesinos, el caldo suele servirse en las denominadas cuncas.
Para dar consistencia a veces se añade harina de maíz (e incluso de harina de trigo). El autor Juan Dantín Cereceda afirma que en ocasiones se añade carne de vaca y garbanzos, aunque esto sea más propio del llamado «cocido gallego».

## Variantes
Dependiendo de las verduras e ingredientes estacionales se suele denominar de diferentes formas:
- Caldo branco elaborado con garbanzos y judías.
- Caldo chirlo al que se denomina también como caldo vigueiro.
- Caldo de melón, al que se prepara empleando calabaza (En Galicia se le llama melón a la calabaza, y al melón andaluz se le denomina: «melón de cuchillo») en vez de grelos o berza. No lleva unto y se le añade un sofrito de cebolla y pimentón dulce y picante.[9][10]

El caldo de castañas es otro tipo de caldo tradicional que se hacía en invierno en el interior de Galicia, cuando el mal tiempo no permitía salir al campo.

## Caldo en la cultura popular
La preparación culinaria en forma de caldo aparece en diversas novelas y obras literarias con ambiente gallego. Por ejemplo, el autor Juan Neira Cancela publica en 1889 una obra costumbrista con el título de esta preparación. Es el plato típico que suele degustar durante las etapas gallegas del Camino de Santiago.